# Distretto di Tanganyika
Il distretto di  Tanganyika è un distretto della Tanzania situato nella regione di Katavi. 
Fino al 2016 era chiamato distretto (rurale) di Mpanda.
Conta una popolazione di 371 836 abitanti (censimento 2022).

## Suddivisione amministrativa
Il distretto è diviso nelle seguenti circoscrizioni (wards), tra parentesi gli abitanti (censimento 2022):
1. Bulamata (23 356)
2. Ikola (21 978)
3. Ilangu (15 117)
4. Ipwaga (15 090)
5. Isengule (9 605)
6. Kabungu (15 697)
7. Kapalamsenga (18 463)
8. Karema (8 892)
9. Kasekese (33 244)
10. Katuma (35 018)
11. Mishamo (13 723)
12. Mnyagala (31 342)
13. Mpandandogo (22 017)
14. Mwese (22 171)
15. Sibwesa (38 044)
16. Tongwe (48 079)